# Кубок короля Испании по волейболу
Кубок короля Испании по волейболу — ежегодное соревнование мужских волейбольных команд Испании. Проводится с 1951 года под названием Кубок генералиссимуса. В 1977 — Кубок Испании. С 1978 носит нынешнее имя. Является вторым по значимости национальным волейбольным турниром после чемпионата страны.

## Формула соревнований
В розыгрыше Кубка короля Испании принимают участие лучшие 8 команд суперлиги по результатам первого круга текущего чемпионата страны. Соревнования проводятся в одном городе в формате финала восьми (четвертьфинал, полуфинал и финал). 
В финале последнего розыгрыша (2011) «Теруэль» победил команду «Уникаха» (Альмерия) 3:1.

## Победители
| - 1951 «Бомберос» Барселона - 1952 «Пиратас» Мадрид - 1953 «Испано-Франсес» Барселона - 1954 «Реал» Мадрид - 1955 «Бомберос» Барселона - 1956 «Реал» Мадрид - 1957 «Бомберос» Барселона - 1958 «Бомберос» Барселона - 1959 «Эрнан» Барселона - 1960 «Реал» Мадрид - 1961 «Университарио де Мадрид» - 1962 «Университарио де Мадрид» - 1963 «Пикадеро» Барселона - 1964 «Испано-Франсес» Барселона - 1965 «Пикадеро» Барселона - 1966 «Испано-Франсес» Барселона - 1967 «Испано-Франсес» Барселона - 1968 «Испано-Франсес» Барселона - 1969 «Реал» Мадрид - 1970 «Атлетико» Мадрид - 1971 «Атлетико» Мадрид - 1972 «Атлетико» Мадрид - 1973 «Реал» Мадрид - 1974 «Атлетико» Мадрид - 1975 «Атлетико» Мадрид - 1976 «Реал» Мадрид - 1977 «Реал» Мадрид - 1978 «Реал» Мадрид - 1979 «Реал» Мадрид - 1980 «Реал» Мадрид - 1981 «Реал» Мадрид | - 1982 «Сон Амар» Пальма - 1983 «Реал» Мадрид - 1984 «Сон Амар» Пальма - 1985 «Санитас» Мадрид - 1986 «Сон Амар» Пальма - 1987 «Сон Амар» Пальма - 1988 «Пальма» - 1989 «Хуагас» Лас-Пальмас - 1990 «Пальма» - 1991 «Гран-Канария» Лас-Пальмас - 1992 «Гран-Канария» Лас-Пальмас - 1993 «Гран-Канария» Лас-Пальмас - 1994 «Групо Дуэро» Сория - 1995 «Уникаха» Альмерия - 1996 «Гран-Канария» Лас-Пальмас - 1997 «Гран-Канария» Лас-Пальмас - 1998 «Уникаха» Альмерия - 1999 «Уникаха» Альмерия - 2000 «Уникаха» Альмерия - 2001 «Нумансия Каха Дуэро» Сория - 2002 «Уникаха» Альмерия - 2003 «Аликанте» Эльче - 2004 «Тенерифе Сур» Ла-Лагуна - 2005 «Сон Амар» Пальма - 2006 «Сон Амар» Пальма - 2007 «Уникаха» Альмерия - 2008 «Нумансия Каха Дуэро» Сория - 2009 «Уникаха» Альмерия - 2010 «Уникаха» Альмерия - 2011 «Теруэль» |